# 自由民主主義者 (イタリア)
自由民主主義者（じゆうみんしゅしゅぎしゃ、Liberaldemocratici、"LD"）は、イタリアの政党。党首は、ランベルト・ディーニ（初代）。
- 2007年 - 民主党（PD）結成合意に反発したマルゲリータ（DL）のディーニらが離党し結成。